# Yves Prévost
Yves Prévost, né le 11 juillet 1908 à Beauport et mort le 27 novembre 1997 à Québec, est un avocat et un homme politique québécois. Il est député de Montmorency à l'Assemblée législative du Québec de 1948 à 1962 et ministre dans les gouvernements de l'Union nationale de 1953 à 1960.

## Biographie

### Jeunesse et études
Yves Prévost est le fils de Joseph-Alfred Prévost, avocat et juge, et de Marie-Louise Montreuil. Il étudie le droit à l'Université Laval de Québec et il est admis au Barreau le 13 août 1931.

### Avocat et maire de Beauport
Il exerce la profession d'avocat de 1931 à 1969, d'abord avec son père de 1931 à 1933, puis avec des associés. Il épouse Rita Ferland le 2 juin 1934 à Beauport. Il est commissaire d'école de 1940 à 1952 et président de la commission scolaire de Beauport de 1943 à 1952. En 1945, il est nommé responsable de la refonte des lois municipales par le gouvernement du Québec. Il est maire de Beauport de 1948 à 1952.

### Député
Lors de l'élection générale québécoise de 1948, il est candidat de l'Union nationale et est élu député de la circonscription de Montmorency à l'Assemblée législative du Québec. Il est réélu à l'élection générale de 1952. Il est ministre des Affaires municipales du 15 juillet 1953 au 26 septembre 1956 dans le gouvernement Duplessis. Il est réélu député lors de l'élection générale de 1956. Il est Secrétaire de la province à partir du 26 septembre 1956 dans le gouvernement Duplessis et il conserve ce poste dans les éphémères gouvernements Sauvé et Barrette, jusqu'au 5 juillet 1960. Il est réélu député lors de l'élection générale de 1960 mais l'Union nationale perd le pouvoir au profit du Parti libéral.

### Chef intérimaire
Après la démission d'Antonio Barrette comme chef de l'Union nationale, Yves Prévost est chef intérimaire de l'Union nationale à partir du 16 septembre 1960. Il est chef de l'opposition officielle à l'Assemblée législative du 20 septembre 1960 au 11 janvier 1961, date à laquelle Antonio Talbot lui succède à ces deux postes. Prévost ne se représente pas comme député à l'élection générale de 1962.

### Professeur, commissaire et bâtonnier
Il est professeur titulaire de droit municipal à la faculté de droit de l'Université Laval de 1955 à 1969 et professeur de législation scolaire à la faculté des sciences de l'éducation de la même université de 1963 à 1966. Il est bâtonnier du Barreau de Québec et bâtonnier du Québec en 1965 et en 1966.
Il est président de la Commission royale d'enquête sur l'administration de la justice en matière criminelle et pénale de 1967 à 1970(commission Prévost). Cette commission est créée par le gouvernement du Québec en janvier 1967. Le rapport final de la commission est publié en cinq volumes et neuf annexes en 1969 et 1970,. Il est juge en chef adjoint à la Cour de bien-être social de Québec du 5 février 1969 au 11 juillet 1975.

## Honneurs
- Médaille de l'ordre du Mérite des commissions scolaires du Québec
- 1953 : Membre honoraire du Conseil municipal de Paris
- 1958 : Médaille Henri Capitant décernée par la faculté de droit de l'université de Paris
- Doctorats honoris causa : de l'Université de Montréal et du collège Bishop's (1960), de l'Université Laval (1961)
- 1972 : Prix Archambault-Fauteux[7], pour sa contribution au renouveau dans le domaine de la justice par le rapport de la commission d'enquête de 1967-1970

## Hommages
- La rue Yves-Prévost a été nommée en son honneur, en 1964, dans l'ancienne municipalité de Beauport et, maintenant présente, dans la ville de Québec.
- La rue Beethoven portait, auparavant, le toponyme de rue Saint-Yves, en son honneur entre 1951 et 2006, dans l'ancienne ville de Beauport et, par la suite, dans la ville de Québec.
- Une partie de l'avenue Marcoux portait, auparavant, le toponyme de rue Saint-Yves, en son honneur entre 1951 et 2006, dans l'ancienne ville de Beauport et, par la suite dans la ville de Québec.
- Le boulevard Yves-Prévost, dans l'arrondissement Anjou à Montréal, a été nommé en son honneur.